# Fiat Punto
Fiat Punto (Фиа́т Пу́нто, с итал. — «Точка») — компактный легковой автомобиль итальянской компании Fiat. Представленный осенью 1993 года на Франкфуртском автосалоне, этот хетчбэк продолжил успешную серию небольших автомобилей компании, начатую 127-й моделью, а затем подхваченную популярным Uno. Специально для производства Punto в окрестностях итальянского города Мельфи был построен новый современный автозавод. Чуть позже покупателям предложили кабриолет Punto Cabrio, который был разработан и изготавливался в ателье Бертоне. Punto первого поколения был выбран Европейским автомобилем 1995 года, а в 1997-м стал самым продаваемым автомобилем Европы.
В 1999 году к 100-летию Fiat был приурочен запуск Punto второго поколения. Вполне успешный автомобиль на середине своего жизненного пути находил по полмиллиона покупателей ежегодно. В 2003 году Punto второго поколения был серьёзно обновлён, поменялись и внешний вид, и техническая начинка. К этому времени уже было продано 5 миллионов экземпляров модели.
В 2005 году появился автомобиль третьего поколения, который существенно подрос и получил приставку «Большой», Grande Punto. До 2007 года новая и старая модели выпускались параллельно, затем автомобиль второго поколения переименовали в Punto Classic и производился он до 2011 года. В 2009-м «Большой» был немного обновлен и сменил имя на Punto Evo, «Эволюция», а в 2012-м после очередного ряда небольших изменений автомобилю вернули исходное название Punto.
Последний автомобиль сошёл с конвейера летом 2018 года. Всего было изготовлено чуть более 9 миллионов Punto, 3,42 миллиона в первом поколении, 2,96 — во втором и 2,67 — в третьем. На тот момент это был самый продаваемый автомобиль Fiat.

## Первое поколение (1993—1999)

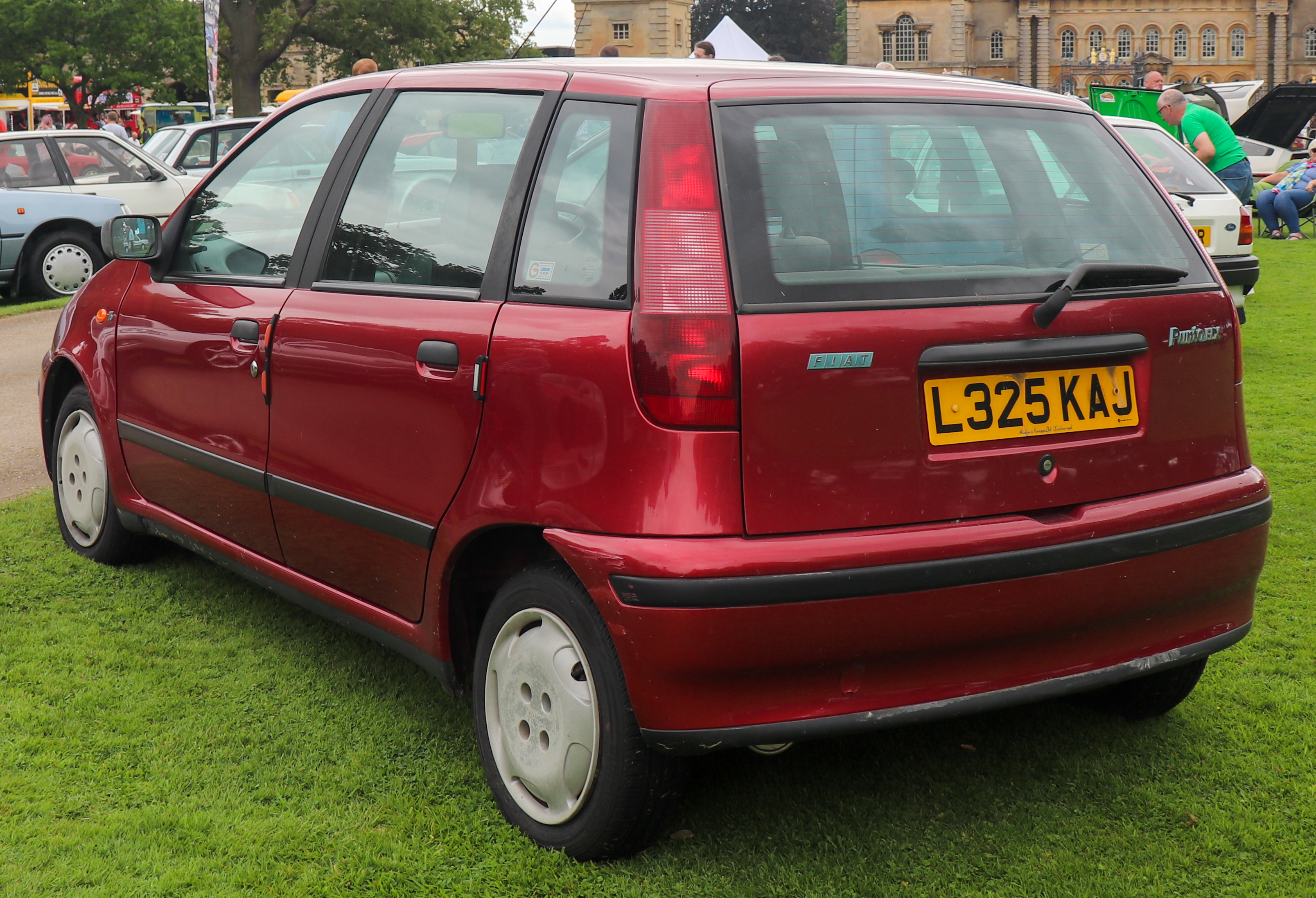
Fiat Punto

Новый автомобиль, несмотря на мягкие и округлые формы, выглядел вполне себе собранно и по-спортивному. Ниспадающий капот заканчивался оригинальным без традиционной решётки радиатора передком. Не менее интересные задние вертикальные фонари, заходящие на боковины были хорошо видны издалека и в сложных дорожных условиях. Они обрамляли широкую, стоящую практически вертикально крышку багажника, которая открывала доступ к 275-литровому отсеку.
Несмотря на утверждения о хорошей защите пассажиров при аварии, Punto первого поколения всего лишь «на двоечку» сдал тест на безопасность.
Автомобиль комплектовался широкой гаммой бензиновых и дизельных двигателей, в том числе бензиновым турбомотором мощностью 136 лошадиных сил для спортивного Punto GT. Двигатели агрегатировались с пяти- и даже шестиступенчатамыми механическими коробками передач. Тем же, кому хотелось иметь автоматическое переключение, предлагался вариатор Selecta.
Шасси базировалось на полностью независимой пружинной подвеске, со стойками Макферсон и L-образными рычагами спереди и на продольных рычагах на подрамнике сзади. Реечное рулевое управление с переменным передаточным отношением могло быть дополнено усилителем. Двухконтурная тормозная система имела передние дисковые тормоза и барабанные задние. Антиблокировочная система тормозов устанавливалась по заказу.

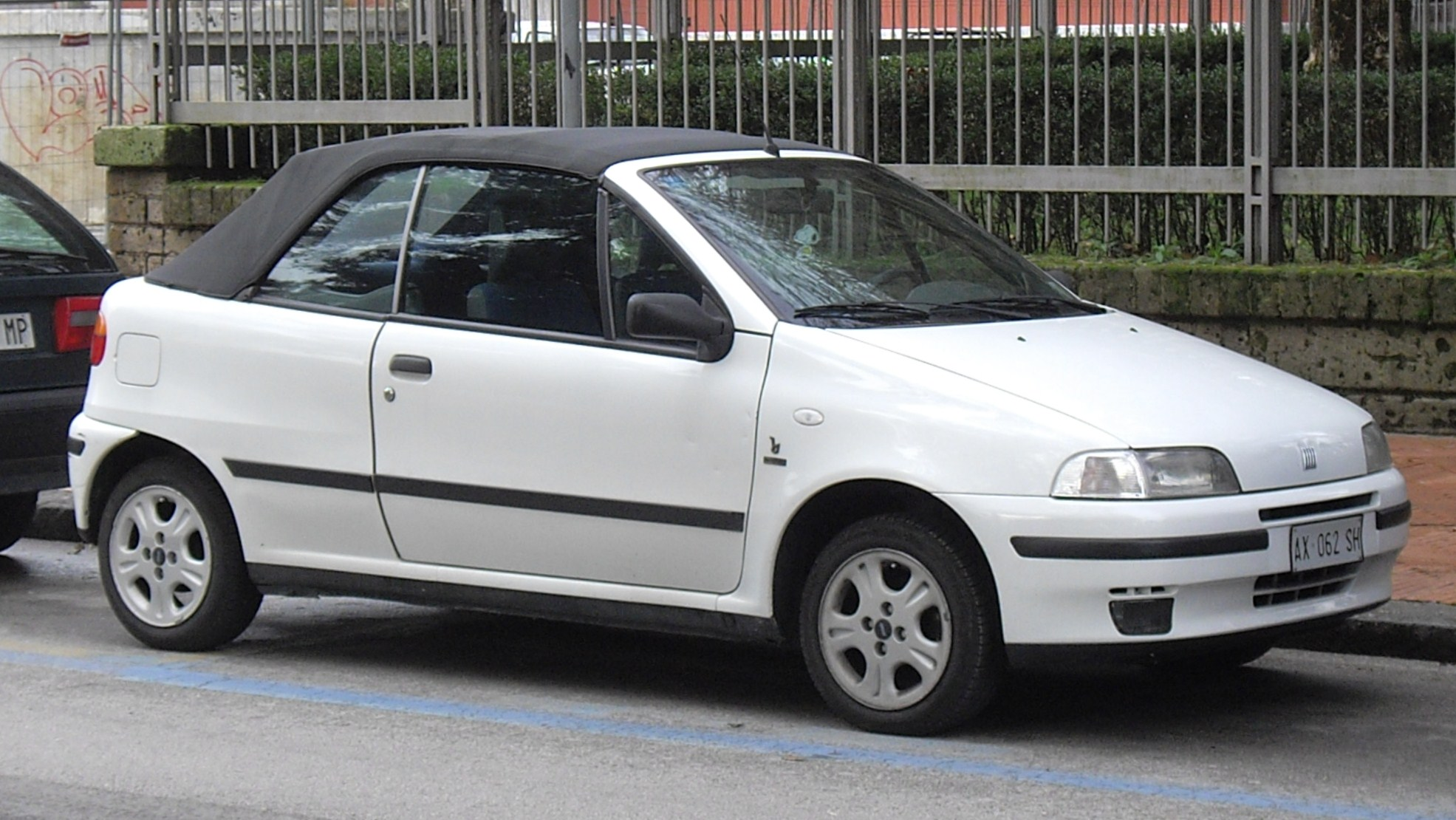
Fiat Punto Cabrio

Кабриолет Punto Cabrio пришёлся по нраву любителям свежего воздуха и близкого контакта с природой. Кузов открытого автомобиля был значительно усилен, ветровое стекло теперь окружала мощная дуга безопасности, которая защищала пассажиров при перевороте. Трёхслойный мягкий верх складывался вручную или с помощью электропривода и полностью прятался в нишу за задними сиденьями.
Помимо трёх- и пятидверных хетчбэков и кабриолета покупателям предлагался небольшой развозной фургончик Punto Van. У него вместо задних боковых стёкол были установлены металлические заглушки, а на пол багажного отсека за спинками передних сидений был уложен толстый лист фанеры с виниловым покрытием.
В 1998 году автомобиль получил косметические обновления внешности и новый шестнадцатиклапанный двигатель. Был пересмотрен список комплектаций, теперь все модели стандартно имели усилитель руля.
| Двигатели     | Двигатели          | Двигатели           | Двигатели                        | Двигатели                   | Двигатели       |
| ------------- | ------------------ | ------------------- | -------------------------------- | --------------------------- | --------------- |
|               | рабочий объём, см³ | цилиндров/ клапанов | мощность, л. с./ обороты, об/мин | момент, Нм/ обороты, об/мин | годы применения |
| Бензиновые    |                    |                     |                                  |                             |                 |
| 1.1 SPI FIRE  | 1108               | 4-цил./8-кл. SOHC   | 55/5500                          | 85/3500                     | 1993—1999       |
| 1.2 SPI FIRE  | 1242               | 4-цил./8-кл. SOHC   | 60/5500                          | 98/3000                     | 1993—1999       |
| 1.2 MPI FIRE  | 1242               | 4-цил./8-кл. SOHC   | 75/6000                          | 108/4000                    | 1993—1997       |
| 1.2 16v FIRE  | 1242               | 4-цил./16-кл. DOHC  | 86/6000                          | 113/4500                    | 1998—1999       |
| 1.4 MPI Turbo | 1372               | 4-цил./8-кл. SOHC   | 136/5750                         | 208/3000                    | 1993—1999       |
| 1.6 MPI       | 1581               | 4-цил./8-кл. SOHC   | 90/5750                          | 129/2750                    | 1993—1999       |
| Дизели        |                    |                     |                                  |                             |                 |
| 1.7 D         | 1698               | 4-цил./8-кл. SOHC   | 57/4500                          | 98/2500                     | 1993—1997       |
| 1.7 TD        | 1698               | 4-цил./8-кл. SOHC   | 72/4500                          | 137/2500                    | 1993—1999       |

## Второе поколение (1999—2007)

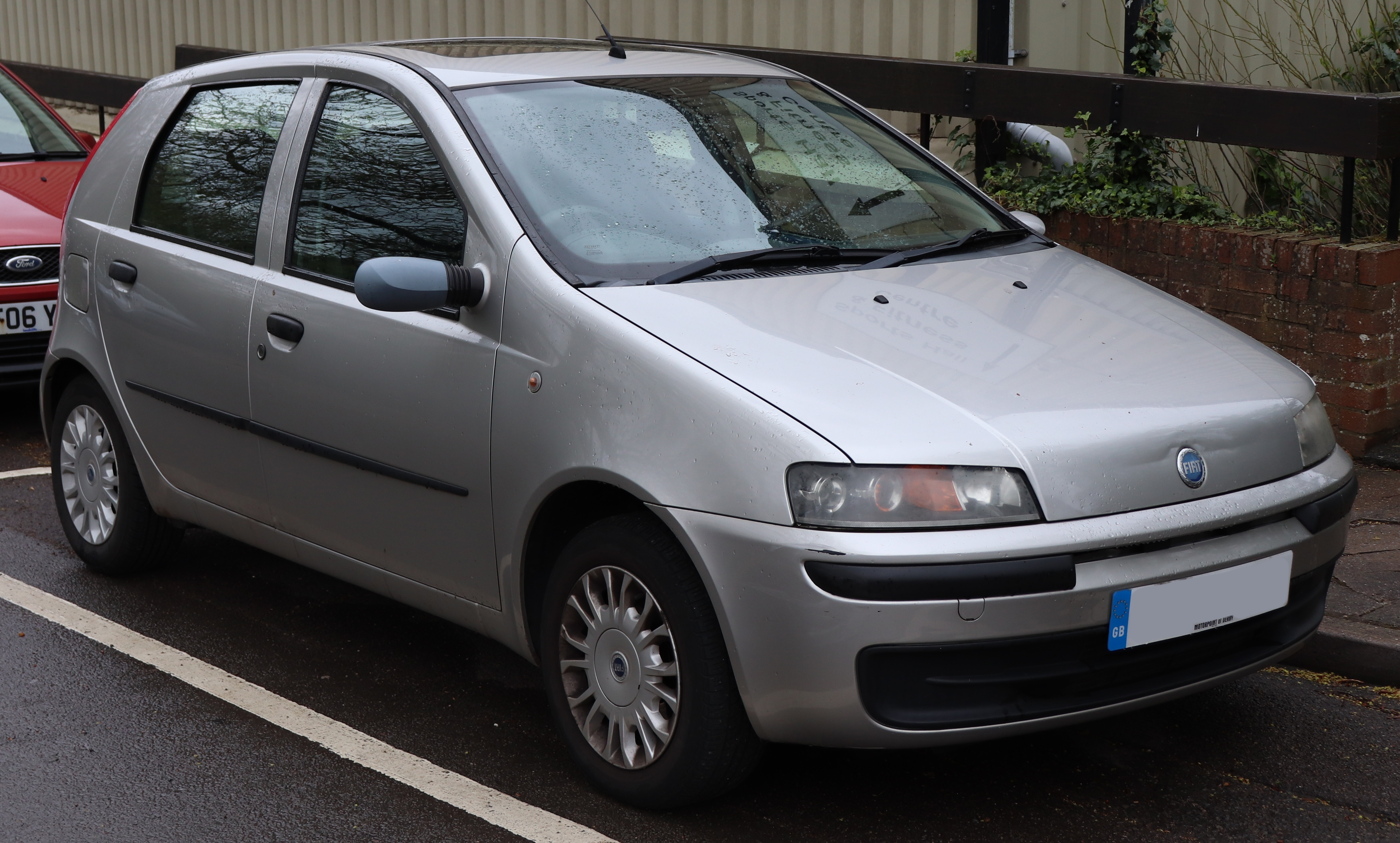
Fiat Punto пятидверный

Во внешности Punto второго поколения округлые формы предшественника заменили на плоскости и грани по моде того времени. Трёх- и пятидверный хетчбэки теперь немного отличались внешне, а также длиной, что позволило сделать багажник пятидверки больше, 297 литров, по сравнению с 264 литрами у трёхдверки.
Полностью оцинкованный кузов автомобиля был серьёзно усилен. Помимо стандартно устанавливаемых фронтальных появились боковые подушки безопасности. Новая антиблокировочная система тормозов с электронным распределением тормозных сил и противобуксовочная система повысили активную безопасность автомобиля. Всё это позволило Punto второго поколения получить полноценные четыре звезды в тестах на безопасность.
У модели был значительно улучшен акустический комфорт за счёт снижения шума впускной и выхлопной систем двигателя, а новые шумоизолирующие материалы более эффективно поглощали все ненужные звуки.
Гамма двигателей была расширена за счёт появления бензиновых шестнадцатиклапанных версий и нового турбодизеля. У автомобилей с вариатором появилась опция, имитирующая ручное переключение передач. Но главным же техническим отличием Punto второго поколения был отказ от сложной и ненадёжной независимой задней подвески. Теперь модель оснащалась полунезависимой скручивающейся балкой, как подавляющее большинство автомобилей этого класса. Электроусилитель руля теперь менял свою характеристику в зависимости от скорости. При медленном движении в городе усилие на руле было минимальным и возрастало с увеличением скорости.
Спортивная версия Punto HGT теперь оснащалась атмосферным 1,8-литровым бензиновым двигателем мощностью 130 л.с. На её базе предлагались разные версии со знаменитым спортивным именем «Абарт», которые отличались от HGT лишь деталями.
Кабриолета в этом поколении не было, а фургончик Punto Van остался. Он предлагал отсек размером с кубометр в который можно было загрузить 510 килограммов груза.

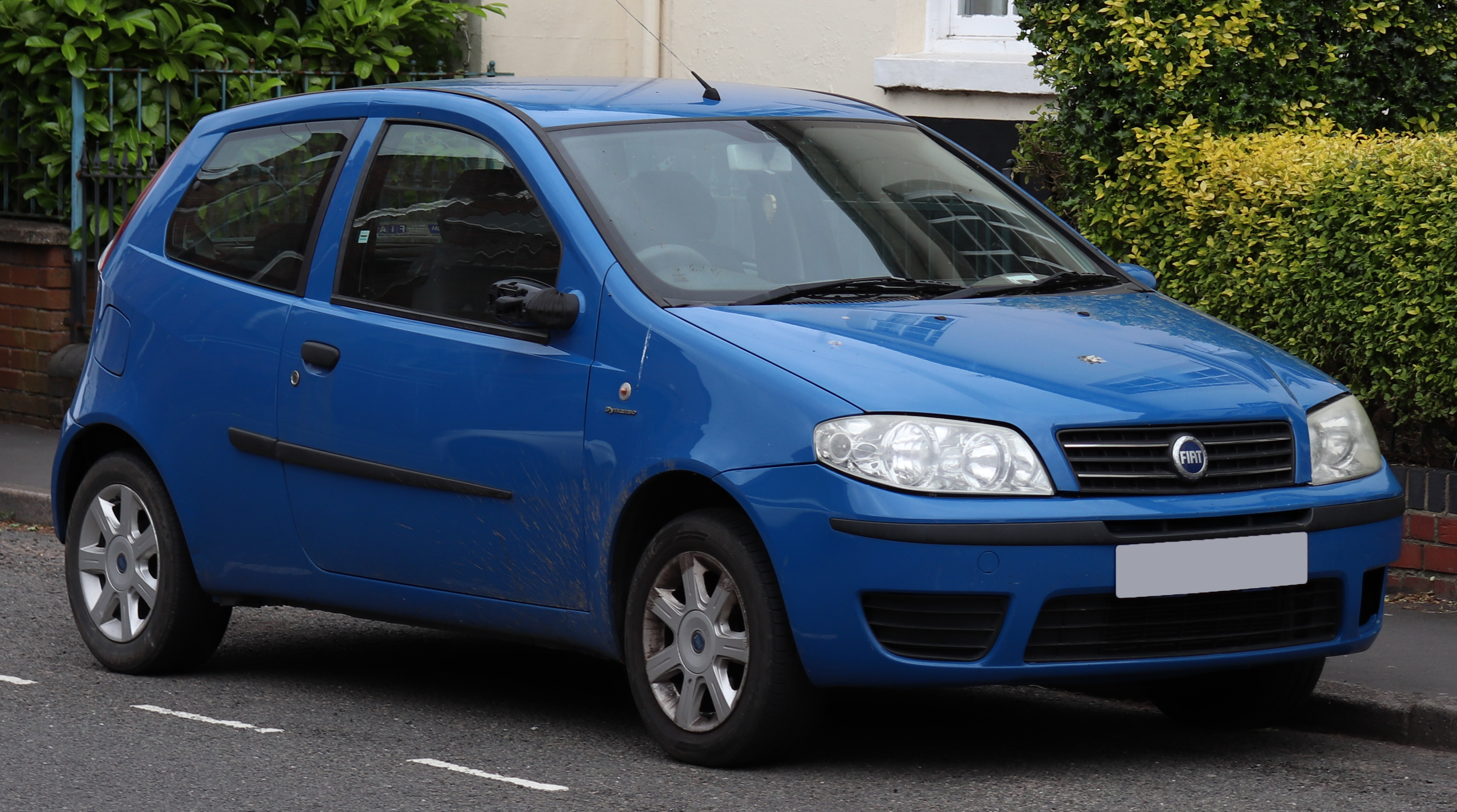
Fiat Punto после обновления

Серьёзно модернизированный Punto с изменённым внешним видом и новыми двигателями был представлен в 2003 году.
Модель стала немного больше, полностью новый передок теперь имел решётку радиатора и в целом был оформлен в стиле других автомобилей Fiat. Задние вертикальные фонари были совершенно новыми, так у трёхдверки они заходили на крышку багажника. В салоне изменились материалы и цвета отделки, по заказу теперь можно было установить двузонный климат-контроль. Автомобиль мог быть оборудован шестью подушками безопасности, причём пассажирская при установке детского кресла, вручную отключалась. На задних сиденьях появились крепления для детских кресел Isofix.
Но главные изменения были под капотом: у модели появились два новых двигателя. Punto стал первым автомобилем компании, на который установили новый турбодизель серии MultiJet. У этого компактного и лёгкого мотора топливо впрыскивалось в цилиндр небольшими порциями по несколько раз за цикл, что позволяло очень точно управлять подачей в зависимости от режима работы. Это обеспечивало двигателю прекрасные тяговые свойства в сочетании с экономичностью и низкой токсичностью выхлопа. В дополнение к проверенным 1,2-литровым бензиновым моторам, теперь предлагался более мощный 1,4-литровый двигатель.
Механические коробки передач были дополнены роботизированной коробкой Dualogic. По сути это была обычная трансмиссия, в которой сцепление и передачи автоматически переключались с помощью гидравлических приводов. При желании переключать передачи можно было вручную, перемещая рычаг коробки вперёд или назад.
| Двигатели        | Двигатели         | Двигатели           | Двигатели                       | Двигатели                   | Двигатели       |
| ---------------- | ----------------- | ------------------- | ------------------------------- | --------------------------- | --------------- |
|                  | рабочий объём,см³ | цилиндров/ клапанов | мощность л. с./ обороты, об/мин | момент, Нм/ обороты, об/мин | годы применения |
| Бензиновые       |                   |                     |                                 |                             |                 |
| 1.2 8v FIRE      | 1242              | 4-цил./8-кл. SOHC   | 60/5000                         | 102/2500                    | 1999—2007       |
| 1.2 16v FIRE     | 1242              | 4-цил./16-кл. DOHC  | 80/5000                         | 114/4000                    | 1999—2007       |
| 1.4 16v FIRE     | 1368              | 4-цил./16-кл. DOHC  | 95/58000                        | 128/4300                    | 2003—2007       |
| 1.8 16v          | 1747              | 4-цил./16-кл. SOHC  | 130/6400                        | 164/4300                    | 1999—2007       |
| Дизели           |                   |                     |                                 |                             |                 |
| 1.3 16v MultiJet | 1248              | 4-цил./16-кл. DOHC  | 70/4000                         | 180/1750                    | 2003—2007       |
| 1.9 D            | 1910              | 4-цил./8-кл. SOHC   | 60/4500                         | 118/2250                    | 1999—2003       |
| 1.9 JTD          | 1910              | 4-цил./8-кл. SOHC   | 80/3000                         | 196/1500                    | 1999—2003       |
| 1.9 JTD          | 1910              | 4-цил./8-кл. SOHC   | 85/3500                         | 195/1500                    | 2003—2007       |
| 1.9 MultiJet     | 1910              | 4-цил./8-кл. SOHC   | 100/4000                        | 260/1750                    | 2003—2007       |

## Третье поколение (2005—2018)

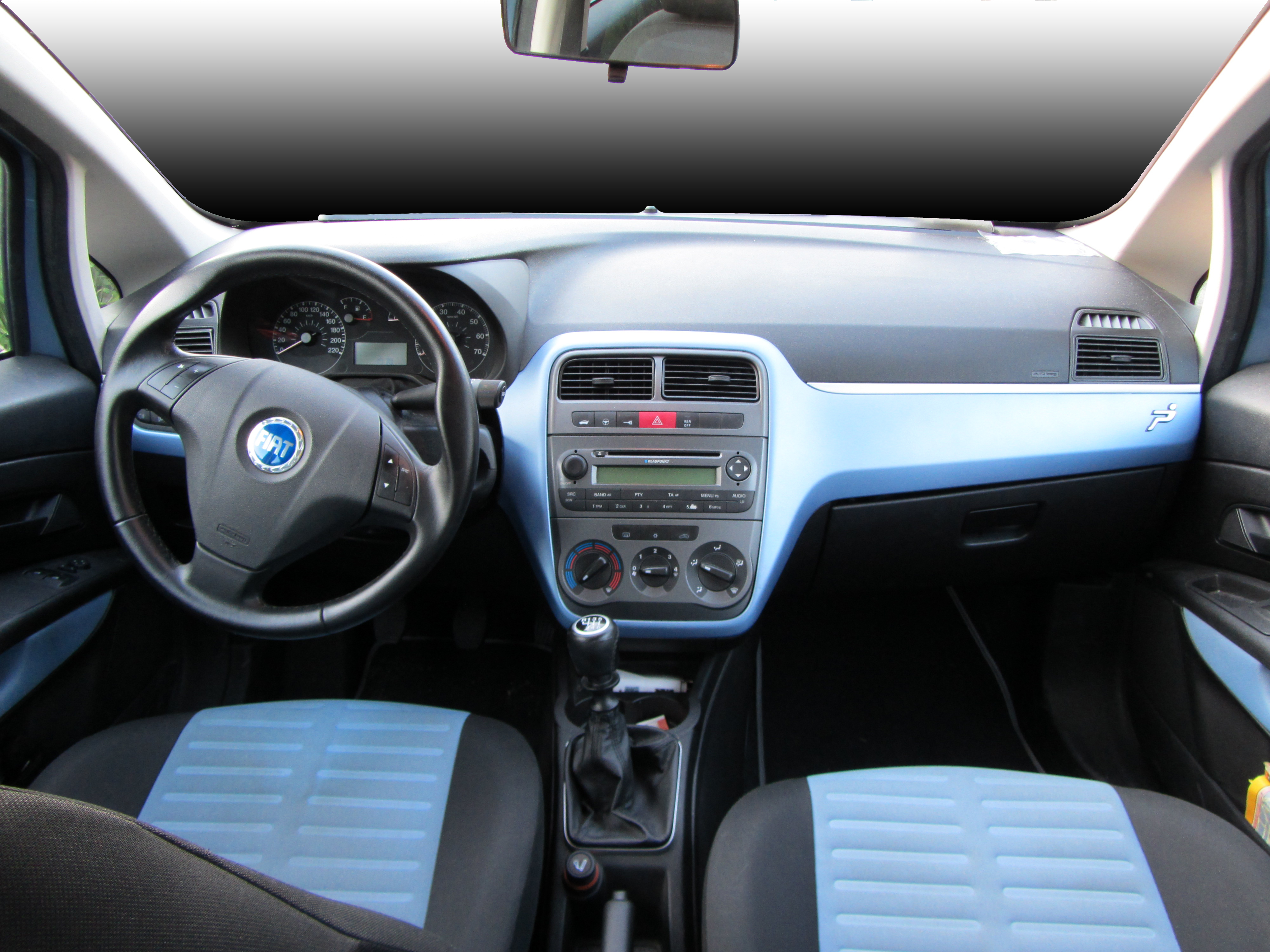
Fiat Grande Punto

Полностью новый автомобиль, названный Grande (Большой) Punto был крупнее любых других одноклассников. Его внешний вид, вновь созданный маэстро Джорджетто Джуджаро, во многом определялся возросшими требованиями пассивной безопасности. Так, расположение фар, форма переднего бампера и капота были сформированы для защиты пешеходов.
Grande Punto, так же как и Opel Corsa был построен на платформе, разработанной совместно с американским концерном General Motors.
В соответствии с требованием времени автомобиль имел множество систем, облегчающих жизнь водителя. В стандартное оборудование входили антиблокировочная система с электронным распределением тормозных сил, две подушки безопасности, электроусилитель руля, дистанционное запирание всех дверей и электропривод подъёма передних стёкол. По заказу можно было получить систему контроля устойчивости движения, системы помощи при экстренном торможении и подъёме в гору, двузонный климат-контроль, круиз-контроль, датчик дождя и парковочные сенсоры.
С самого старта продаж помимо бензиновых двигателей предлагались четыре новых турбодизеля разной мощности. Механические коробки передач дополнялись роботизированной коробкой Dualogic. Автомобили со всеми типами двигателей оснащались системой старт-стоп, которая выключала мотор даже при кратковременной остановке, позволяя экономить топливо и уменьшая вредные выбросы.
Кроме трёх- и пятидверных хетчбэков, предлагался фургон. В нём были заделаны задние боковые окна, а за передними сиденьями располагался грузовой отсек объёмом один кубический метр.

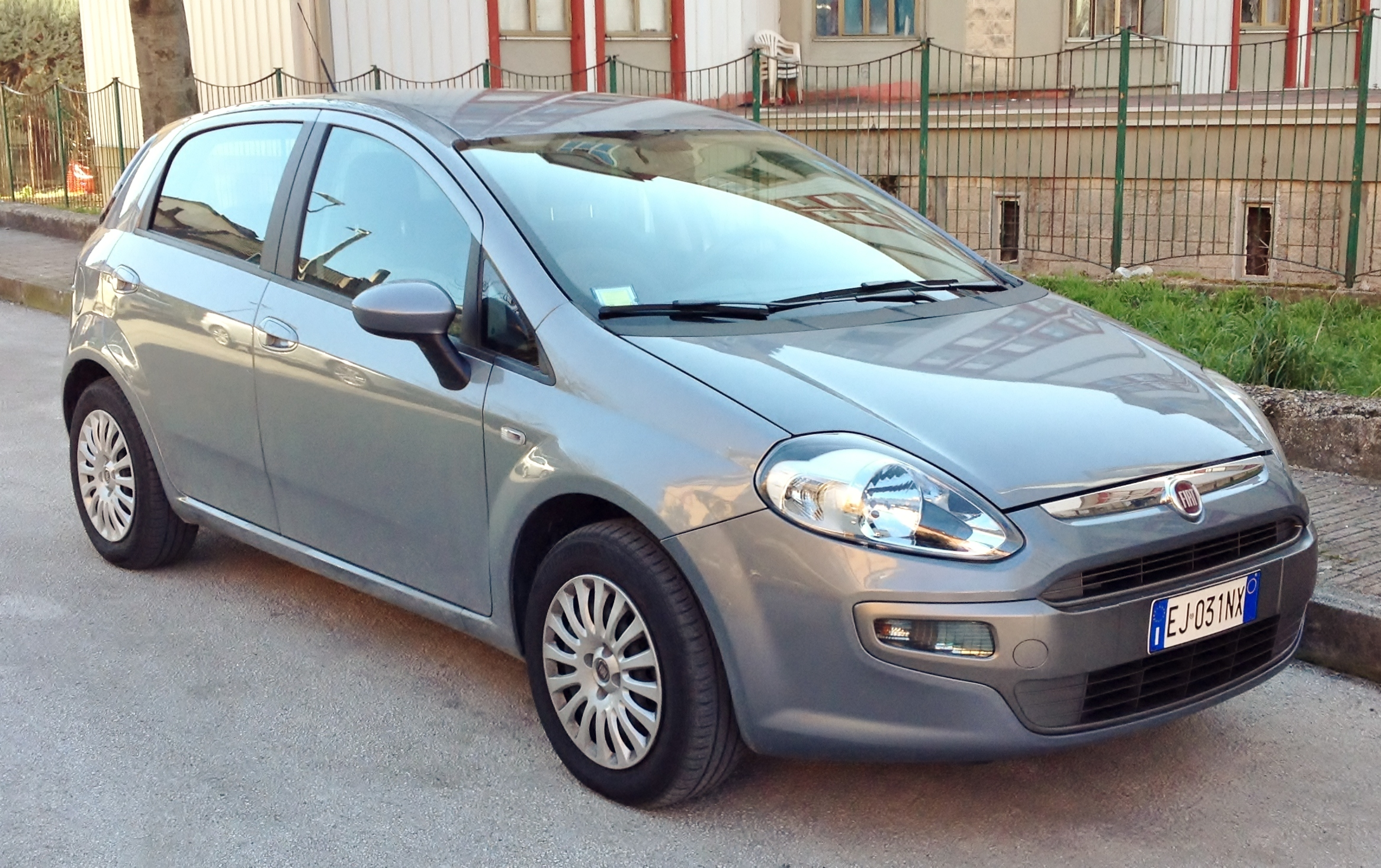
Fiat Punto Evo

В 2009 году, после обновления, автомобиль вновь был переименован. Теперь он назывался Punto Evo (Эволюция). Внешне модель практически не изменилась, наиболее заметны появившиеся вставки в переднем и заднем бамперах, которые были либо чёрными, либо окрашенными в цвет кузова. Внутри всё было значительно интереснее. Усиленная шумоизоляция, новые сиденья, многофункциональное рулевое колесо, новая передняя панель с возможностью установки поверх консоли экрана навигатора, фоновая подсветка, создавали впечатление, что вы находитесь с автомобиле более высокого класса.
Предлагались два новых бензиновых двигателя, атмосферный и с турбонаддувом, с бездроссельной системой впуска MultiAir. Подъёмом впускных клапанов в ней управляли гидроцилиндры, обеспечивая точное дозирование топливовоздушной смеси. Всё это обеспечивало рост мощности и момента при одновременном снижении расхода топлива.
Специально для спортивной версии Punto Evo Sporting предлагался турбированный бензиновый мотор мощностью 135 лошадиных сил.

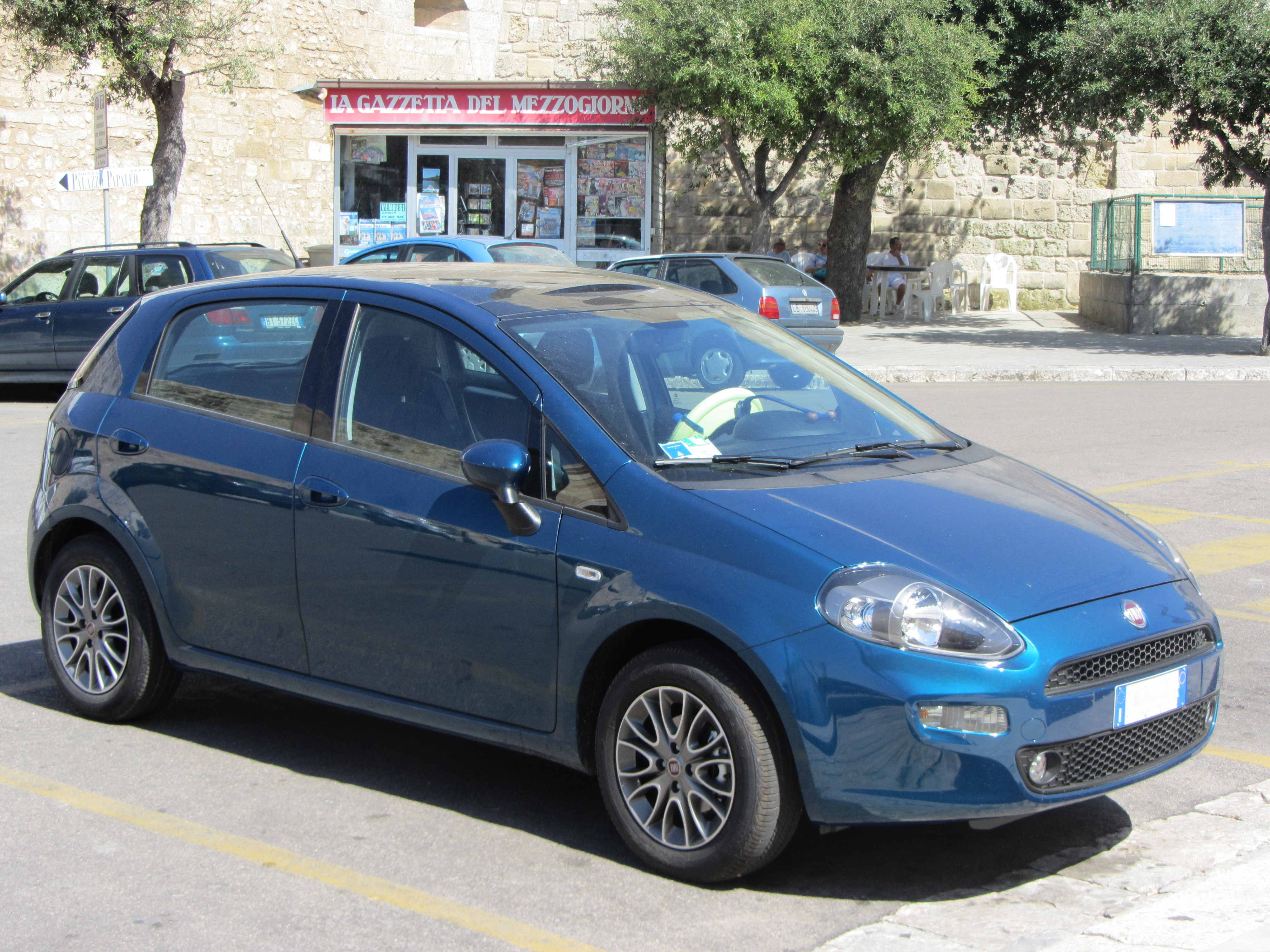
Fiat Punto

В 2012 году после очередной модернизации имя автомобиля упростили до просто Punto. Немного был обновлён его внешний вид, появились другие цвета в окраске кузова, стали предлагать нового дизайна колёса, в салоне появились иные материалы с расширенной гаммой цветов.
Появился новый литровый двухцилиндровый бензиновый моторчик с турбонаддувом. За оригинальность конструкции и выдающиеся технические параметры его назвали победителем конкурса «Двигатель 2011 года».
Интересная история приключилась с оценкой безопасности модели. Только что появившийся Grande Punto в 2005 году получил наивысший пятизвёздочный рейтинг EuroNCAP, первым из автомобилей своего класса. В 2017 году эта же организация впервые в истории поставила ему «баранку». Дело в том, что современные правила требуют обязательного наличия так называемых «Устройств обеспечения безопасности», таких как, ограничитель скорости, или система удержания в полосе, или автотормоза. А готовившийся к снятию с производства Punto не имел даже сигнализатора не пристёгнутых ремней безопасности, за что и получил ноль баллов.
| Двигатели                      | Двигатели         | Двигатели           | Двигатели                       | Двигатели                   | Двигатели       |
| ------------------------------ | ----------------- | ------------------- | ------------------------------- | --------------------------- | --------------- |
|                                | рабочий объём,см³ | цилиндров/ клапанов | мощность л. с./ обороты, об/мин | момент, Нм/ обороты, об/мин | годы применения |
| Бензиновые                     |                   |                     |                                 |                             |                 |
| 0.9 8v TwintiAir Turbo (англ.) | 875               | 2-цил./8-кл. SOHC   | 85/5500                         | 145/2000                    | 2012—2018       |
| 1.2 8v FIRE                    | 1242              | 4-цил./8-кл. SOHC   | 65/5500                         | 102/3000                    | 2005—2009       |
| 1.4 8v FIRE                    | 1368              | 4-цил./8-кл. SOHC   | 77/6000                         | 115/3000                    | 2005—2018       |
| 1.4 16v MultiAir               | 1368              | 4-цил./16-кл. SOHC  | 105/6500                        | 130/4000                    | 2009—2018       |
| 1.4 16v MultiAir Turbo         | 1368              | 4-цил./16-кл. SOHC  | 135/5000                        | 206/1750                    | 2009—2018       |
| Дизели                         |                   |                     |                                 |                             |                 |
| 1.3 16v MultiJet               | 1248              | 4-цил./16-кл. DOHC  | 75/4000                         | 190/1500                    | 2005—2018       |
| 1.3 16v MultiJet               | 1248              | 4-цил./16-кл. DOHC  | 90/4000                         | 200/1750                    | 2005—2018       |
| 1.6 16v MultiJet               | 1598              | 4-цил./16-кл. DOHC  | 120/3750                        | 320/1750                    | 2009—2012       |
| 1.9 8v MultiJet                | 1910              | 4-цил./16-кл. DOHC  | 120/4000                        | 280/2000                    | 2005—2009       |
| 1.9 8v MultiJet                | 1910              | 4-цил./16-кл. DOHC  | 130/4000                        | 280/2000                    | 2005—2009       |